# Herešin
Herešin – wieś w Chorwacji, w żupanii kopriwnicko-kriżewczyńskiej, w mieście Koprivnica. W 2011 roku liczyła 728 mieszkańców.